# 中外日報
『中外日報』（ちゅうがいにっぽう）は、京都府京都市南区東九条東山王町に総本社を置く中外日報社が発行する宗教専門紙。

## 概要
2024年（令和6年）現在、毎週2回（水曜日・金曜日）に発行している。紙面構成は、社説、ニュース、論文、コラム、インタビュー、各宗派の動向を網羅した日誌など。

## 沿革
1897年（明治30年）10月1日、信教・思想の自由を掲げ、一宗一派に偏らない宗教専門の紙「教学報知」として真渓涙骨により京都で創刊された。当初は旬刊、半年後に隔日刊となり、1901年（明治34年）4月から日刊で発行。1902年（明治35年）1月に「中外日報」と改題し、宗教を中心に広く文学、教育、芸術、文化、政治、実業などの諸領域に報道範囲を拡大した。
明治期には安藤正純、和田幽玄、加藤咄堂、小笠原秀実らが主に論説記者を務め、大正期には伊藤証信、石丸梧平、野々村直太郎、島田清次郎、土田杏村、三浦参玄洞などが入社。各時代を代表する宗教家、思想家、学者、作家などが論文・作品を数多く発表し、近代日本における宗教ジャーナリズムの礎を築いた。
大東亜戦争（太平洋戦争）中は政府が定めた言論、出版、集会、結社等臨時取締法に基づく新聞統制により「一県一紙」の政策が取られたが、京都では日刊紙としては例外的に京都新聞と本紙の二紙が認められ、戦時下も絶えることなく発行を続けた。戦後も、京都仏教界に関する報道で、京都新聞と激しく競い、現在に至る。
編集と経営の中心は長年、社主の真渓涙骨が担い、1953年（昭和28年）に個人経営から株式会社へと組織変更した。1956年（昭和31年）に真渓が没した後は、今東光や吉田留次郎などが社長を歴任した。今が社長在任中の1958年（昭和33年）には、文京区本郷に東京支社(現東京本社)を開設、これには今の次弟 文武が奔走した。新聞記者時代の司馬遼太郎を起用し、小説「梟のいる都城」を連載し、後に『梟の城』として出版、第42回直木賞を受賞した。

## 事業所
京都本社
京都市南区東九条東山王町9
郵便番号 601-8004
東京本社
東京都文京区本郷4-9-13
郵便番号 113-0033

## 涙骨賞
2004年に中外日報社が創業者の真渓涙骨を記念して創設した賞であり、人間の精神文化に関わる論文を年1回公募するほか、第13回からは実践部門も設けて、優れた社会救済活動をした団体・人物に贈られている。
- 中外日報>涙骨賞受賞者一覧